# Faculdade da Região Sisaleira
A Faculdade da Região Sisaleira (FARESI) é uma instituição de ensino superior brasileira privada localizada na cidade de Conceição do Coité, no Território do Sisal da Bahia.

## História
Fundada pelo Grupo MC de Educação e Assessoria em 03 de junho de 2011, a faculdade teve como pressuposto a superação do  abandono sofrido pela região localizada no sertão nordestino. Seu campus fica localizado segunda maior cidade da Região Sisaleira da Bahia, Conceição do Coité. A mesma mantida por David Macedo e Janaína Calazans e a diretora da instituição é Karina Steffen Bemfica.

### Clínica de nutrição
Em 2021, a Faculdade da Região Sisaleira inaugurou a Clínica-Escola de Nutrição da FARESI. A clínica, que está localizada no centro da cidade de Conceição do Coité, disponibiliza serviços de avaliação nutricional, diagnóstico nutricional, prescrições dietéticas e orientações nutricionais. O atendimento é gratuito para a toda a população e dispõe de atendimento específico para gestantes, crianças, adolescente, pessoas obesas, diabéticas e hipertensas.

## Cursos

### Graduação[4]
- Biomedicina
- Ciências Contábeis
- Direito
- Educação Física
- Enfermagem
- Engenharia Civil
- Engenharia de Produção
- Farmácia
- Fisioterapia
- Nutrição
- Psicologia

### Pós-graduação
- Direito Civil e Processo Civil[5]
- Enfermagem em Urgência e Emergência[6]
- Fitoterapia Aplicada a Nutrição Clínica[7]
- Gestão Financeira[8]
- Métodos e Práticas Educacionais na Área de Ensino[9]

## Ingresso
Além de possuir seu vestibular próprio, é possível adentrar na Faculdade da Região Sisaleira sem necessidade de processo seletivo caso seja portador de outro diploma de nível superior. A faculdade também utiliza do Exame Nacional do Ensino Médio e do Programa Universidade Para Todos.

### Financiamento
Para financiamento, além da faculdade ter seu próprio sistema, o CredFaresi, a faculdade também faz uso do Fundo de Financiamento ao Estudante do Ensino Superior e do Educa Mais Brasil.